# Deutsches Baumschulmuseum
Das Deutsche Baumschulmuseum  ist das einzige Museum im deutschsprachigen Raum, das sich speziell dem Thema Baumschulwirtschaft widmet. Es hat seinen Sitz im schleswig-holsteinischen Kreis Pinneberg, in dem sich eines der weltweit größten zusammenhängenden Baumschulgebiete befindet.

## Entwicklung, Träger, Objekte, Wahrnehmung
Am 14. Mai 1994 wurde es in Prisdorf auf dem Gelände der ehemaligen Baumschule Twisselmann eröffnet. Seit 2001 ist es in Pinneberg-Thesdorf auf dem Gelände der ehemaligen Baumschule Otto untergebracht. Dort werden in der ehemaligen Versandhalle und auf dem Freigelände (jeweils rund 600 Quadratmeter) jährlich wechselnde Ausstellungen gezeigt. Die Dauerausstellung erklärt, „warum Bäume in die Schule gehen“. Regelmäßig werden zudem Veranstaltungen angeboten. Umweltbildung für Kinder und Jugendliche bildet einen Schwerpunkt der Museumsarbeit.
Das zunächst von der „Stiftung für Pinnebergische Geschichte“, seit 2001 vom „Förderverein Baumschulmuseum e.V.“ (seit 2004 „Förderverein Deutsches Baumschulmuseum“) betriebene Museum verfügt über eine umfangreiche Sammlung an Geräten, mit denen in Baumschulen gearbeitet wird und wurde. Gesammelt werden zudem Bücher, Fotos und andere Dokumente aus Baumschulbetrieben und angrenzenden Fachgebieten.

Außen- und Innenansichten
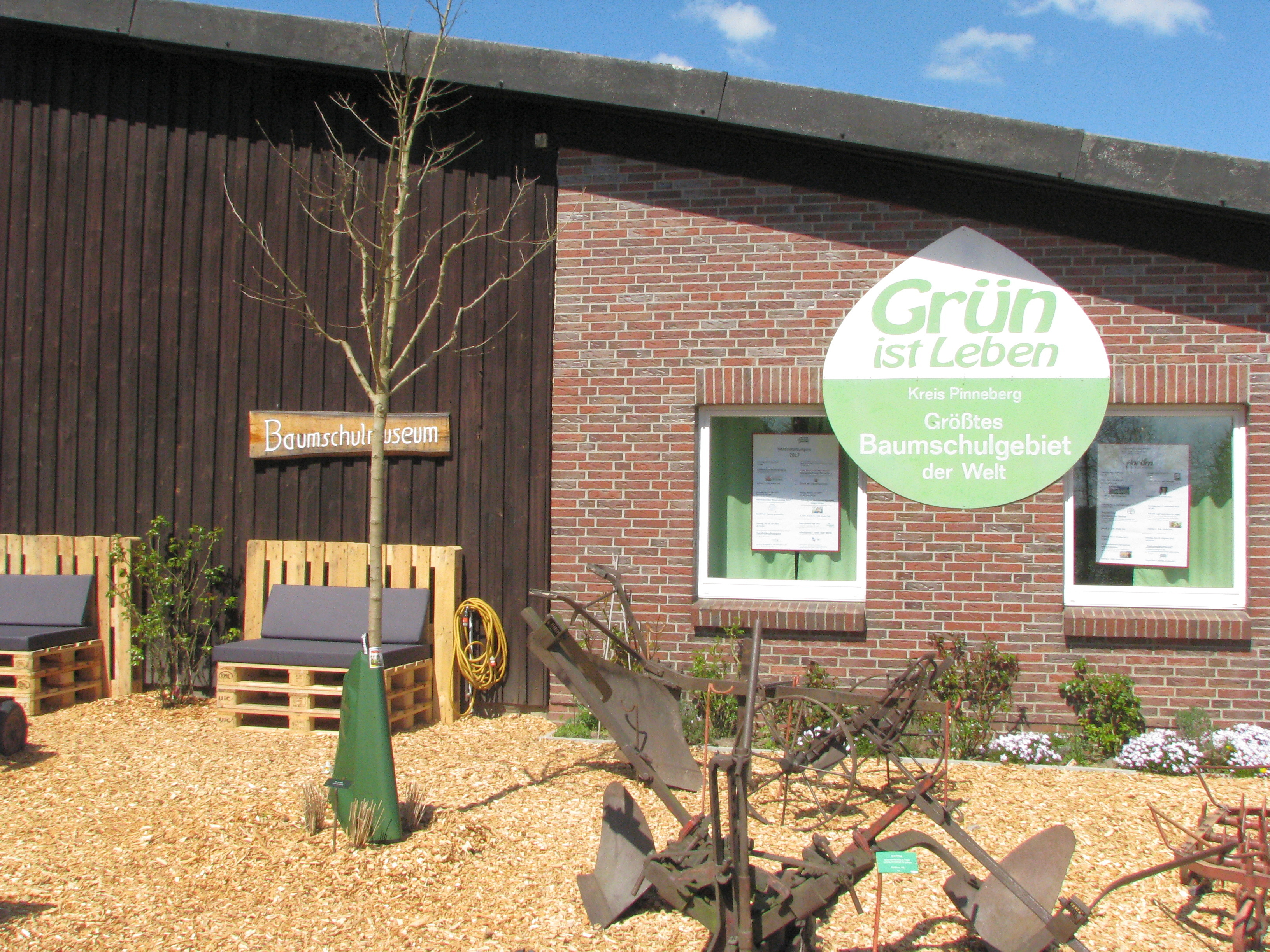
Außengelände
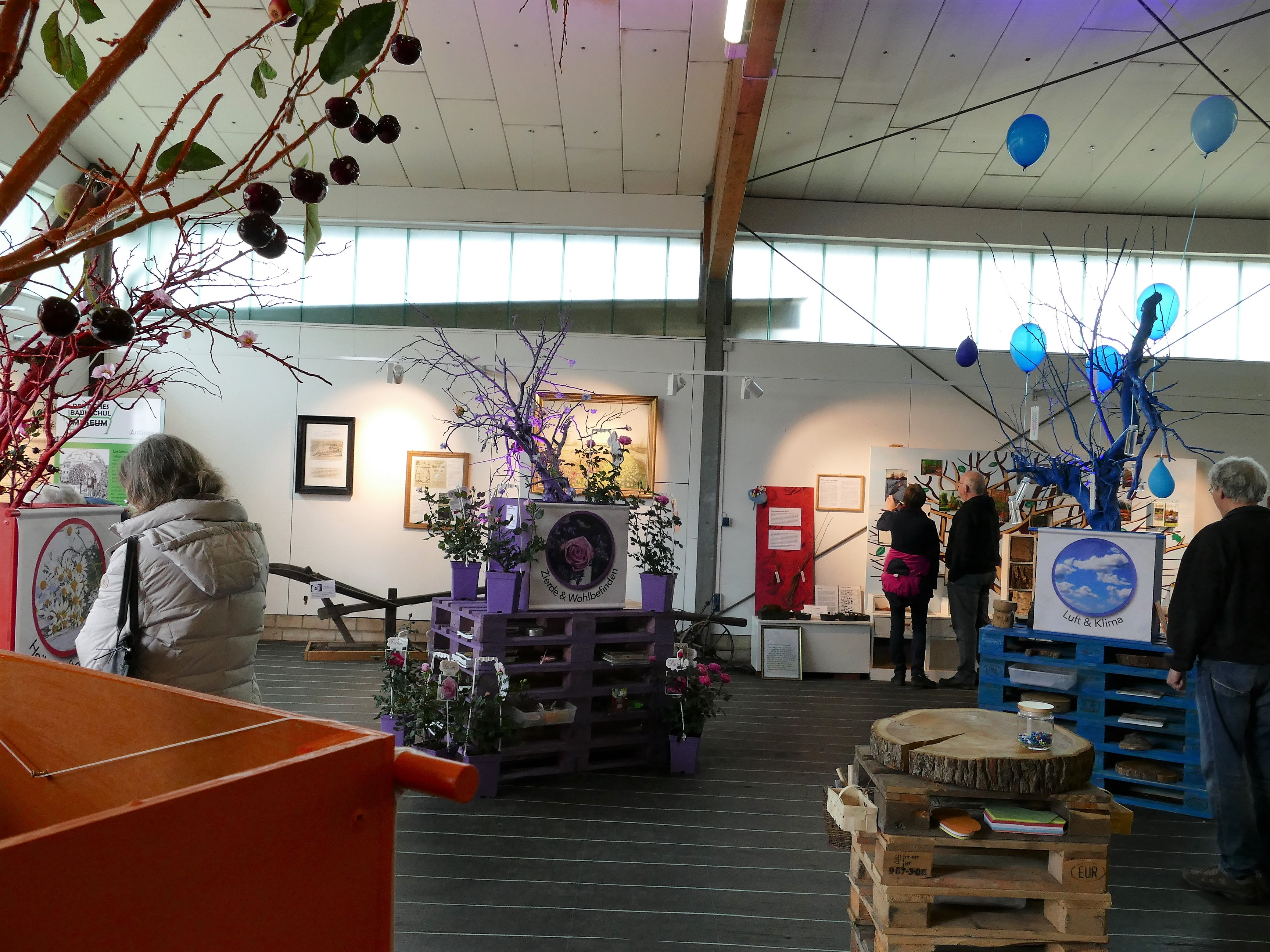
Ausstellungshalle
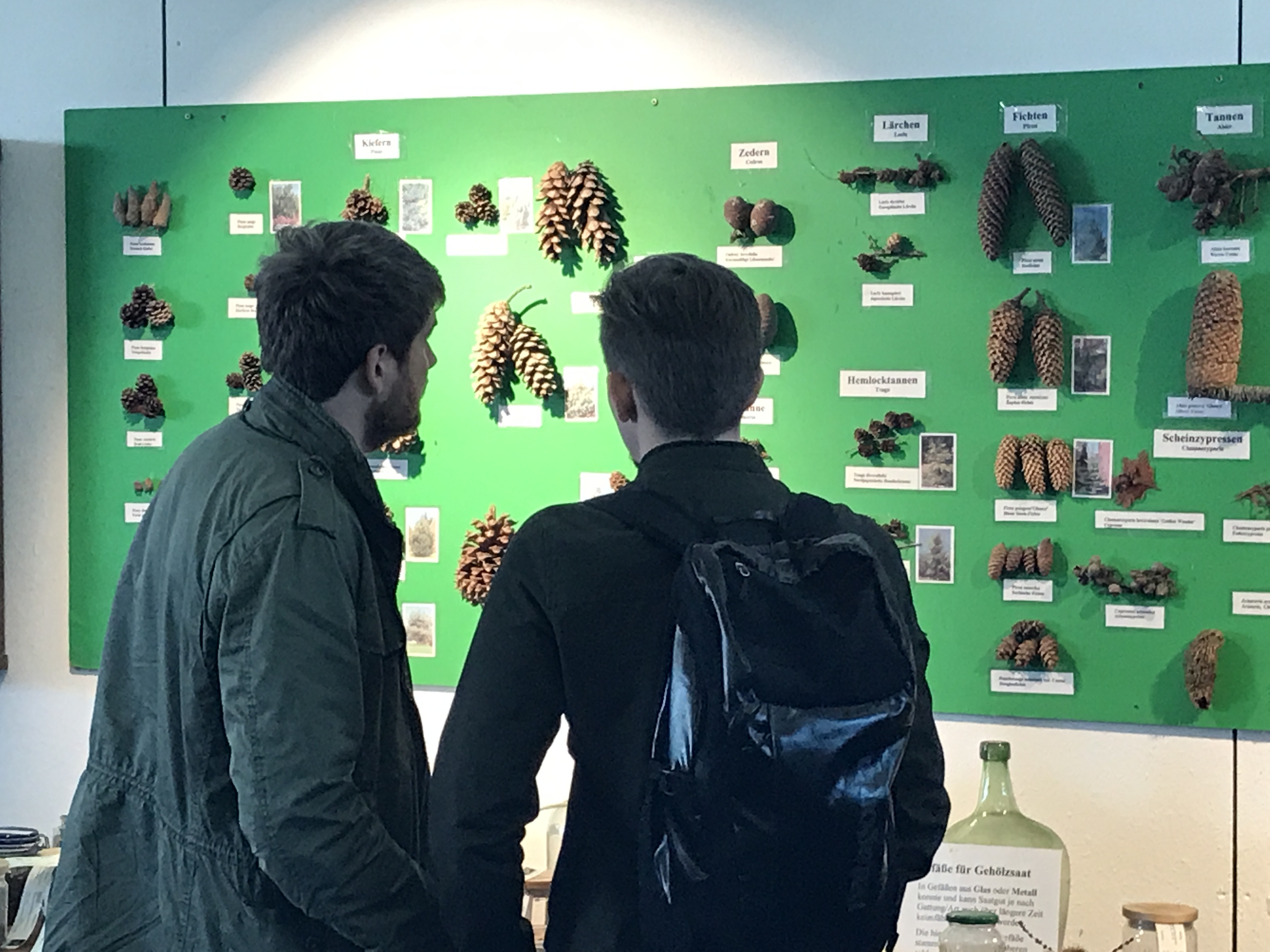
Zapfen
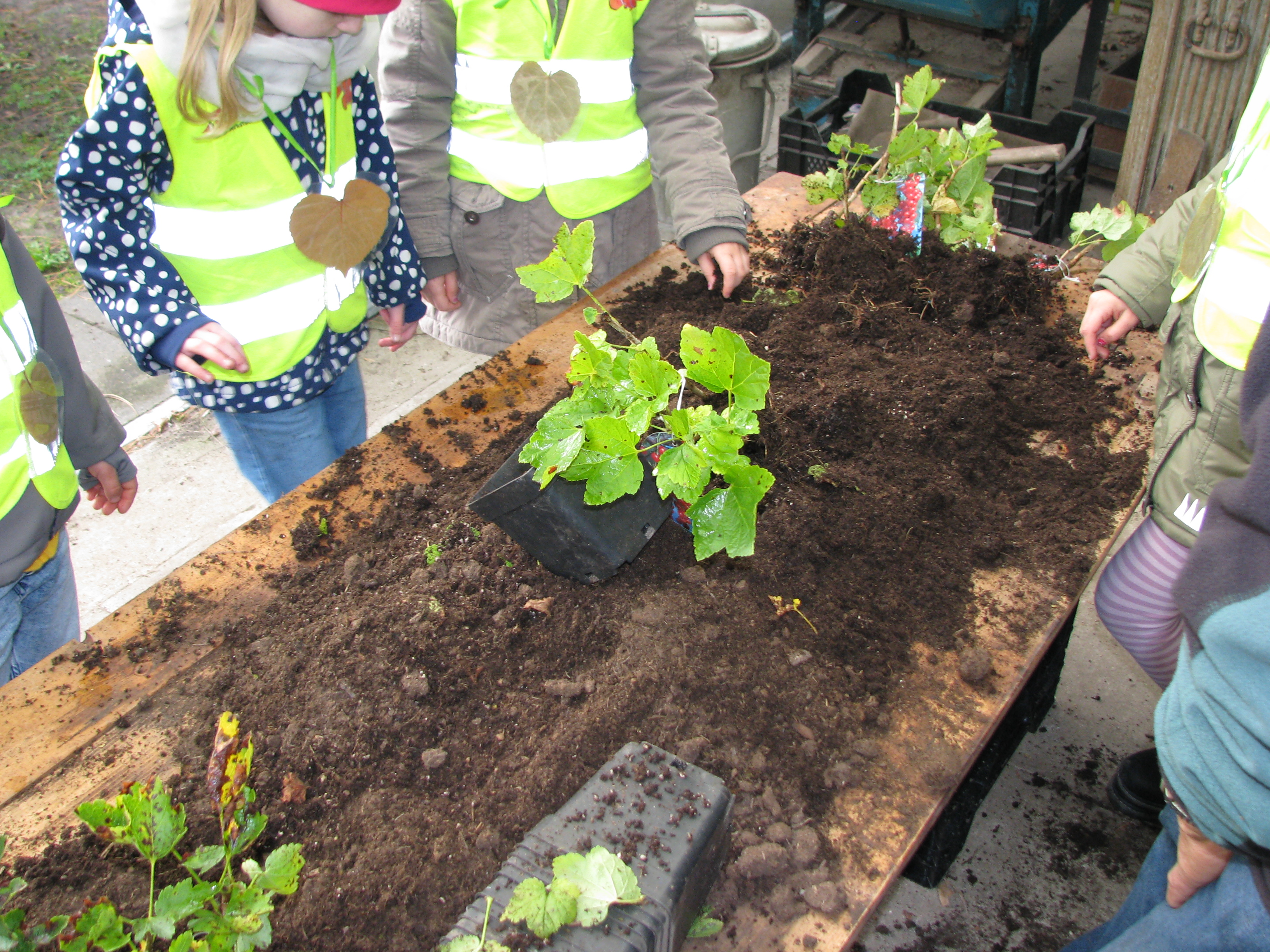
Topfen

Das Museum zählt zu den Besonderheiten der Kulturlandschaft Pinneberger Baumschulland und ist ebenfalls Mitglied im gleichnamigen Förderverein. 2019 zertifizierte die vom Ministerium für Bildung, Wissenschaft und Kultur des Landes Schleswig-Holstein und der „Sparkassenstiftung Schleswig-Holstein“ getragene „Museumsberatung und -zertifizierung in Schleswig-Holstein“ die Einrichtung.
Jährlich besuchen knapp 2.000 Personen (Stand: 2019) das von Mai bis Oktober geöffnete Museum.